# AUTOEXEC.BAT
AUTOEXEC.BAT یک پروندهٔ سیستمی است که در سیستم‌عامل‌های نوع داس وجود داشت. این پرونده یک متن سادهٔ پروندهٔ ریشهٔ دستگاه راه‌اندازی قرار داشت. نام این پرونده مخفف «automatic execution» به معنی اجرای خودکار است که فرامینی که به‌صورت خودکار پس از راه اندازی سامانه اجرا می‌شوند را توصیف می‌کند و نام‌گذاری آن به دلیل محدود ۸.۳ (۸ نویسه به‌َعنوان نام پرونده و ۳ نویسه به‌عنوان پسوند) به این شکل انتخاب شده است.